# Luco dei Marsi
Luco dei Marsi es un municipio situado en la provincia de L'Aquila, en Abruzos (Italia). Tiene una población estimada, a fines de agosto de 2021, de 5985 habitantes.

## Demografía
| Gráfica de evolución demográfica de Luco dei Marsi entre 1861 y 2021 |
|                                                                      |
| fuente ISTAT - elaboración gráfica a cargo de Wikipedia              |